# Pongrac
Pongrac – wieś w Słowenii, w gminie Žalec. W 2018 roku liczyła 849 mieszkańców.